# Achnatherum
Achnatherum là một chi thực vật có hoa trong họ Hòa thảo (Poaceae).

## Loài
Chi Achnatherum gồm các loài: